# Danilo Pereira
Pour les articles homonymes, voir Danilo et Pereira.
Ne doit pas être confondu avec le footballeur brésilien Danilo Luiz da Silva.
Hélio Pereira est un nom portugais ; le premier nom de famille (d'usage facultatif) est Hélio et le second est Pereira.
Danilo Pereira, plus communément appelé Danilo, né le 9 septembre 1991 à Bissau en Guinée-Bissau, est un footballeur international portugais qui évolue au poste de milieu défensif ou de défenseur central à Ittihad Club.

## Biographie

### Jeunesse
Danilo Pereira, natif de Guinée-Bissau, a une mère qui émigre au Portugal pour devenir infirmière. Il la rejoint à l'âge de six ans. Durant sa formation de footballeur, il est recruté par le Benfica Lisbonne avec lequel il n'évolue toutefois pas en équipe première en raison de la concurrence. Durant son passage au club lisboète, il occupe d'abord un poste au milieu, soit défensif soit offensif, avant d'être remplacé en défense centrale. En 2010, Pauleta le recommande au Paris Saint-Germain qui ne donne pas suite. Benfica, de son côté, décide de ne pas lui proposer de contrat professionnel.

### Carrière en club

#### Parma FC (2010-2013)
Danilo Luís Hélio Pereira commence sa carrière à Parme. Barré par la concurrence au milieu de terrain, il part en prêt pour deux années consécutives. À son retour, le coach ne compte pas sur lui, il est alors vendu en 2013.

#### Aris Salonique (2011)
En 2011 Danilo Pereira est prêté à l'Aris Salonique, où il joue cinq matchs pour deux buts marqués, son prêt se termine cependant sans option d'achat.

#### Roda JC (2012-2013)
C'est lors de son prêt à Roda JC aux Pays-Bas que l'ascension commence, Danilo fait parler de lui en Eredivisie, ses qualités physiques sont mises en avant, ainsi que sa faculté de récupération du ballon, il y joue trente-six matchs pour un but.

#### Marítimo (2013-2015)
En 2013, Danilo signe au CS Marítimo de Funchal (Portugal), dont il devient rapidement un cadre du milieu et avec qui il dispute une finale de la Coupe de la Ligue portugaise lors de la saison 2014-2015. C'est avec 68 matchs et 5 buts durant ses deux années au Marítimo qu'il va attirer l'attention du FC Porto, l’un des grands clubs portugais, lors du mercato estival 2015.

#### FC Porto (2015-2021)
Le 2 juillet 2015, Danilo s'engage avec le FC Porto pour 4 ans pour le montant de 4 millions d'euros. Son contrat comporte une clause libératoire de 40 millions d'euros.
Milieu défensif ou relayeur, reconnu par son volume de jeu, il s'est installé depuis comme élément indispensable du milieu de terrain de l'équipe portugaise. Ses bonnes performances en club lui valent une convocation en équipe nationale avec laquelle il remporte l'Euro 2016.
En 2018, il remporte le championnat du Portugal et la Supercoupe du Portugal.
À l'été 2019, à la suite du départ de Héctor Herrera, Danilo est promu capitaine de l'équipe.
En 2020 il remporte à nouveau le championnat portugais ainsi que la Coupe de la Ligue en tant que capitaine.
Il dispute un total de 202 rencontres avec le FC Porto.

##### Prêt au PSG
Le 5 octobre 2020 — dernier jour du mercato estival en raison de la pandémie de Covid-19 — Danilo rejoint le Paris Saint-Germain, à la recherche d'une sentinelle, pour une saison en prêt. L'opération est estimée à 4 millions d'euros avec une option d'achat de 16 millions d'euros pour quatre saisons de plus, qui serait automatiquement levée si le PSG termine dans les deux premiers de Ligue 1 en 2020/2021.

#### Paris Saint-Germain (2021-2024)
Le 23 mai 2021 avec la deuxième place en championnat de France acquise par le Paris Saint-Germain, Danilo est transféré définitivement pour une somme de 16 millions d'euros.
Le 15 octobre 2021, il marque son premier but de la saison sous les couleurs parisiennes, lors de la dixième journée de Ligue 1, à domicile face à Angers (2-1).
Danilo Pereira est désigné capitaine lors de la première journée de Ligue 1 2023-2024 alors que l'habituel porteur du brassard, Marquinhos, est absent. Quelques jours plus tard, un vote des joueurs du PSG confirme Marquinhos en tant que capitaine et fait de Danilo Pereira le premier vice-capitaine.
Danilo Pereira dispute 157 rencontres toutes compétitions confondues sous le maillot parisien, compilant 10 buts et 3 passes décisives.

#### Al-Ittihad (depuis 2024)
Le 2 septembre 2024, Danilo Pereira quitte le PSG pour Al-Ittihad avec lequel il s'engage pour deux saisons. L'indemnité de transfert est évaluée à cinq millions d'euros,. Pour sa première saison au club, il remporte le titre de champion d'Arabie saoudite.

### Sélection nationale
Il a été appelé pour la première fois en sélection nationale le 31 mars 2015, lors de la rencontre Portugal - Cap Vert (0-2). Il inscrit son premier but le 8 juin 2016 lors du match amical contre l'Estonie (7-0). 
La même année il dispute sa première compétition internationale lors de l'Euro 2016 où il dispute l'ensemble des matchs de la compétition hormis le match face à l'Autriche au premier tour et la finale contre l'équipe de France. 
L'année suivante, il dispute la Coupe des Confédérations 2017 dans laquelle le Portugal obtiendra la troisième place. Deux ans plus tard, il participe à la Ligue des Nations 2019 qu'il remporte avec le Portugal. 
En mai 2021, il est retenu par Fernando Santos, le sélectionneur de l'équipe nationale du Portugal, pour participer à l'Euro 2020. 
Le 10 novembre 2022, il est sélectionné par Fernando Santos pour participer à la Coupe du monde 2022. Titulaire lors du premier match de sa sélection face au Ghana (3-2), il se fracture ensuite trois côtes lors d'un entraînement. Son absence est initialement annoncée pour le reste du premier tour et les rencontres face à l'Uruguay et la Corée du Sud avant d'être étendue à l'ensemble de la compétition.
En mai 2024, il fait partie de liste de 26 joueurs convoqués par Roberto Martínez en vue de l'Euro 2024. 
Au total, il remporte l'Euro 2016 et la Ligue des Nations 2019.  

## Caractéristiques
Danilo Pereira a pour poste de prédilection celui de milieu défensif. Sa polyvalence lui permet d'évoluer à d'autres positions, notamment défenseur central. Il est également reconnu pour sa mentalité, ayant « le sens des responsabilités » et se comportant comme un « soldat », sur le terrain et en dehors du terrain.

## Statistiques
| Saison                | Club                       | Championnat           | Championnat | Championnat | Championnat | Coupe nationale | Coupe nationale | Coupe nationale | Coupe de la Ligue | Coupe de la Ligue | Coupe de la Ligue | Supercoupe | Supercoupe | Supercoupe | Compétition(s) continentale(s) | Compétition(s) continentale(s) | Compétition(s) continentale(s) | Compétition(s) continentale(s) | Qualifs UEFA | Qualifs UEFA | Qualifs UEFA | Total | Total | Total |
| Saison                | Club                       | Division              | M.          | B.          | P.d.        | M.              | B.              | P.d.            | M.                | B.                | P.d.              | M.         | B.         | P.d.       | Comp.                          | M.                             | B.                             | P.d.                           | M.           | B.           | P.d.         | M.    | B.    | P.d.  |
| 2010-2011             | Aris Salonique (prêt)      | Super League          | 5           | 2           | 0           | -               | -               | -               | -                 | -                 | -                 | -          | -          | -          | -                              | -                              | -                              | -                              | -            | -            | -            | 5     | 2     | 0     |
| 2011-2012             | Parme FC                   | Serie A               | 5           | 0           | 0           | -               | -               | -               | -                 | -                 | -                 | -          | -          | -          | -                              | -                              | -                              | -                              | -            | -            | -            | 5     | 0     | 0     |
| 2012-2013             | Roda JC (prêt)             | Eredivisie            | 31          | 1           | 0           | 1               | 0               | 0               | -                 | -                 | -                 | -          | -          | -          | -                              | -                              | -                              | -                              | -            | -            | -            | 32    | 1     | 0     |
| 2013-2014             | CS Marítimo                | Liga NOS              | 28          | 1           | 0           | 2               | 0               | 0               | 2                 | 0                 | 0                 | -          | -          | -          | -                              | -                              | -                              | -                              | -            | -            | -            | 32    | 1     | 0     |
| 2014-2015             | CS Marítimo                | Liga NOS              | 29          | 1           | 0           | 4               | 0               | 0               | 5                 | 0                 | 0                 | -          | -          | -          | -                              | -                              | -                              | -                              | -            | -            | -            | 38    | 1     | 0     |
| Sous-total            | Sous-total                 | Sous-total            | 57          | 2           | 0           | 6               | 0               | 0               | 7                 | 0                 | 0                 | -          | -          | -          | -                              | -                              | -                              | -                              | -            | -            | -            | 70    | 2     | 0     |
| 2015-2016             | FC Porto                   | Liga NOS              | 33          | 6           | 1           | 5               | 0               | 1               | -                 | -                 | -                 | -          | -          | -          | C1+C3                          | 6+1                            | 0+0                            | 0+0                            | -            | -            | -            | 45    | 6     | 2     |
| 2016-2017             | FC Porto                   | Liga NOS              | 28          | 4           | 1           | 2               | 0               | 0               | 1                 | 0                 | 0                 | -          | -          | -          | C1                             | 8                              | 0                              | 0                              | 2            | 0            | 0            | 41    | 4     | 1     |
| 2017-2018             | FC Porto                   | Liga NOS              | 19          | 1           | 0           | 3               | 2               | 0               | 2                 | 0                 | 0                 | -          | -          | -          | C1                             | 6                              | 1                              | 3                              | -            | -            | -            | 30    | 4     | 3     |
| 2018-2019             | FC Porto                   | Liga NOS              | 26          | 2           | 1           | 4               | 1               | 0               | 3                 | 0                 | 0                 | -          | -          | -          | C1                             | 10                             | 0                              | 0                              | -            | -            | -            | 43    | 3     | 1     |
| 2019-2020             | FC Porto                   | Liga NOS              | 26          | 2           | 1           | 3               | 0               | 0               | 2                 | 0                 | 0                 | -          | -          | -          | C3                             | 7                              | 0                              | 0                              | 2            | 0            | 0            | 40    | 2     | 1     |
| 2020-2021             | FC Porto                   | Liga NOS              | 3           | 0           | 0           | -               | -               | -               | -                 | -                 | -                 | -          | -          | -          | -                              | -                              | -                              | -                              | -            | -            | -            | 3     | 0     | 0     |
| Sous-total            | Sous-total                 | Sous-total            | 135         | 15          | 4           | 17              | 3               | 1               | 8                 | 0                 | 0                 | -          | -          | -          | -                              | 38                             | 1                              | 3                              | 4            | 0            | 0            | 202   | 19    | 8     |
| 2020-2021             | Paris Saint-Germain (prêt) | Ligue 1               | 23          | 2           | 1           | 6               | 0               | 0               | -                 | -                 | -                 | 1          | 0          | 0          | C1                             | 12                             | 0                              | 0                              | -            | -            | -            | 42    | 2     | 1     |
| 2021-2022             | Paris Saint-Germain        | Ligue 1               | 27          | 5           | 0           | 2               | 0               | 0               | -                 | -                 | -                 | 1          | 0          | 0          | C1                             | 7                              | 0                              | 0                              | -            | -            | -            | 37    | 5     | 0     |
| 2022-2023             | Paris Saint-Germain        | Ligue 1               | 33          | 2           | 0           | 3               | 0               | 1               | -                 | -                 | -                 | 1          | 0          | 0          | C1                             | 7                              | 0                              | 0                              | -            | -            | -            | 44    | 2     | 1     |
| 2023-2024             | Paris Saint-Germain        | Ligue 1               | 26          | 0           | 0           | 5               | 1               | 1               | -                 | -                 | -                 | 0          | 0          | 0          | C1                             | 3                              | 0                              | 0                              | -            | -            | -            | 34    | 1     | 1     |
| Sous-total            | Sous-total                 | Sous-total            | 109         | 9           | 1           | 16              | 1               | 2               | -                 | -                 | -                 | 3          | 0          | 0          | -                              | 29                             | 0                              | 0                              | -            | -            | -            | 157   | 10    | 3     |
| 2024-2025             | Ittihad Club               | Saudi Pro League      | 26          | 2           | 0           | 3               | 2               | 0               | -                 | -                 | -                 | -          | -          | -          | -                              | -                              | -                              | -                              | -            | -            | -            | 29    | 4     | 0     |
| 2025-2026             | Ittihad Club               | Saudi Pro League      | -           | -           | -           | -               | -               | -               | -                 | -                 | -                 | 1          | 0          | 0          | -                              | -                              | -                              | -                              | -            | -            | -            | 1     | 0     | 0     |
| Sous-total            | Sous-total                 | Sous-total            | 26          | 2           | 0           | 3               | 2               | 0               | -                 | -                 | -                 | 1          | 0          | 0          | -                              | -                              | -                              | -                              | -            | -            | -            | 30    | 4     | 0     |
| Total sur la carrière | Total sur la carrière      | Total sur la carrière | 368         | 31          | 5           | 43              | 6               | 3               | 15                | 0                 | 0                 | 4          | 0          | 0          | -                              | 68                             | 1                              | 3                              | 4            | 0            | 0            | 502   | 38    | 11    |

## En sélection nationale
| Saison                | Sélection             | Phases finales                       | Phases finales | Phases finales | Phases finales | Éliminatoires CDM | Éliminatoires CDM | Éliminatoires CDM | Éliminatoires EURO | Éliminatoires EURO | Éliminatoires EURO | Ligue Nations UEFA | Ligue Nations UEFA | Ligue Nations UEFA | Matchs amicaux | Matchs amicaux | Matchs amicaux | Total | Total | Total |
| Saison                | Sélection             | Compétition                          | M              | B              | Pd             | M                 | B                 | Pd                | M                  | B                  | Pd                 | M                  | B                  | Pd                 | M              | B              | Pd             | M     | B     | Pd    |
| --------------------- | --------------------- | ------------------------------------ | -------------- | -------------- | -------------- | ----------------- | ----------------- | ----------------- | ------------------ | ------------------ | ------------------ | ------------------ | ------------------ | ------------------ | -------------- | -------------- | -------------- | ----- | ----- | ----- |
| 2014-2015             | Portugal              | -                                    | -              | -              | -              | -                 | -                 | -                 | 0                  | 0                  | 0                  | -                  | -                  | -                  | 2              | 0              | 0              | 2     | 0     | 0     |
| 2015-2016             | Portugal              | Euro 2016                            | 5              | 0              | 0              | -                 | -                 | -                 | 3                  | 0                  | 0                  | -                  | -                  | -                  | 7              | 1              | 0              | 15    | 1     | 0     |
| 2016-2017             | Portugal              | Coupe des confédérations 2017        | 3              | 0              | 0              | 0                 | 0                 | 0                 | -                  | -                  | -                  | -                  | -                  | -                  | 2              | 0              | 0              | 5     | 0     | 0     |
| 2017-2018             | Portugal              | Coupe du monde 2018                  | -              | -              | -              | 3                 | 0                 | 1                 | -                  | -                  | -                  | -                  | -                  | -                  | 2              | 0              | 0              | 5     | 0     | 1     |
| 2018-2019             | Portugal              | UEFA Nations League Finals 2018-2019 | 1              | 0              | 0              | -                 | -                 | -                 | 1                  | 1                  | 0                  | 3                  | 0                  | 0                  | 1              | 0              | 0              | 6     | 1     | 0     |
| 2019-2020             | Portugal              | -                                    | -              | -              | -              | -                 | -                 | -                 | 4                  | 0                  | 0                  | -                  | -                  | -                  | -              | -              | -              | 4     | 0     | 0     |
| 2020-2021             | Portugal              | Euro 2020                            | 4              | 0              | 0              | 1                 | 0                 | 0                 | -                  | -                  | -                  | 6                  | 0                  | 0                  | 3              | 0              | 0              | 14    | 0     | 0     |
| 2021-2022             | Portugal              | -                                    | -              | -              | -              | 4                 | 0                 | 0                 | -                  | -                  | -                  | 4                  | 0                  | 0                  | 2              | 0              | 0              | 10    | 0     | 0     |
| 2022-2023             | Portugal              | Coupe du monde 2022                  | 1              | 0              | 0              | -                 | -                 | -                 | 4                  | 0                  | 0                  | 2                  | 0                  | 0                  | 0              | 0              | 0              | 7     | 0     | 0     |
| 2023-2024             | Portugal              | Euro 2024                            | 1              | 0              | 0              | -                 | -                 | -                 | 2                  | 0                  | 0                  | -                  | -                  | -                  | 3              | 0              | 0              | 6     | 0     | 0     |
| Total sur la carrière | Total sur la carrière | Total sur la carrière                | 15             | 0              | 0              | 8                 | 0                 | 1                 | 14                 | 1                  | 0                  | 15                 | 0                  | 0                  | 22             | 1              | 0              | 74    | 2     | 1     |

Le tableau suivant liste les rencontres de l'équipe du Portugal dans lesquelles Danilo Pereira a été sélectionné depuis le 31 mars 2015 jusqu'à présent.

## Palmarès

### En club
- CS Marítimo
  - Coupe de la Ligue
    - Finaliste :  2015
- FC Porto (5)
  - Championnat du Portugal (3) 
    - Vainqueur : 2018 et 2020
    - Vice-champion :  2017 et 2019

  - Coupe du Portugal (1) 
    - Vainqueur : 2020
    - Finaliste : 2016 et 2019

  - Coupe de la Ligue
    - Finaliste : 2019 et 2020

  - Supercoupe du Portugal (1) 
    - Vainqueur : 2018
- Paris Saint-Germain (7) 
  - Ligue 1 (3) 
    - Champion: 2022, 2023 et 2024
    - Vice-champion : 2021

  - Coupe de France (1)
    - Vainqueur : 2021

  - Trophée des champions (3) 
    - Vainqueur : 2020, 2022 et 2023
    - Finaliste : 2021
- Ittihad Club (2)
  - Championnat d'Arabie saoudite (1) 
    - Champion: 2025

  - Coupe du Roi (1) 
    - Vainqueur: 2025

### En sélection
- Portugal (2)
  - Championnat d'Europe (1) 
    - Vainqueur : 2016

  - Ligue des nations (1) 
    - Vainqueur : 2019

  - Coupe des confédérations
    - Troisième : 2017